# نه (لیگوریا)
نِه (به ایتالیایی: Ne) یک کومونه در ایتالیا است که در استان جنوا واقع شده‌است. نه ۶۴٫۱ کیلومتر مربع مساحت و ۲٬۳۲۳ نفر جمعیت دارد و ۶۸ متر بالاتر از سطح دریا واقع شده‌است.